# Andrew Dice Clay
Andrew Clay, pseudonimo di Andrew Clay Silverstein, detto Dice (New York, 29 settembre 1957), è un comico e attore statunitense.

## Biografia
Interprete controverso, ebbe un periodo di enorme notorietà nel suo paese nel decennio degli anni ottanta, grazie ad un approccio satirico ed estremamente volgare nei confronti delle minoranze etniche e degli omosessuali.
Nel 1989 un suo intervento eccessivamente duro effettuato durante l'annuale cerimonia degli MTV Awards lo portò alla quasi esclusione dei palinsesti televisivi statunitensi. Nel 1990 conquistò un Razzie Awards come peggior attore dell'anno per la sua interpretazione in Le avventure di Ford Fairlane. Nel 2007 ha affrontato la wrestler Eleanor Karrigan per uno show televisivo.
La sua carriera artistica si spostò verso il cinema, ma le prime apparizioni in ruoli da protagonista vennero stroncate da critica e pubblico. Diradò quindi le sue partecipazioni, concentrandosi sugli spettacoli teatrali, incentrati su sue personali esibizioni. Ogni suo spettacolo viene preceduto dal rito del fumare una sigaretta in silenzio davanti al pubblico.

## Vita privata
Ha avuto una relazione con l'attrice Eleanor Kerrigan e si è sposato tre volte: prima nel 1984 con Kathleen Swanson, da cui ha divorziato dopo due anni; poi nel 1992 con l'attrice Kathleen Monica, da cui ha avuto due figli, Max (1990) e Dillon Scott (1994); nel 2002 divorziò dalla seconda moglie e nel 2010 si è risposato con la pornostar Valerie Vasquez.

## Filmografia parziale
- Wacko (1983)
- American Yuppies (Making the Grade) (1984)
- Pattuglia di notte (Night Patrol) (1984)
- Posizioni promettenti (Private Resort) (1985)
- Bella in rosa (Pretty in Pink) (1986)
- Donne amazzoni sulla Luna (Amazon Women on the Moon) (1987)
- Casual Sex? (1988)
- Le avventure di Ford Fairlane (The Adventures of Ford Fairlane) (1990)
- Brain Smasher... il buttafuori & la modella (Brain Smasher... A Love Story) (1993)
- A un passo dall'inferno (No Contest) (1995)
- The Good Life, regia di Alan Mehrez (1997)
- Foolish, regia di Dave Meyers (1999)
- My 5 Wives (2000)
- Un corpo da reato (One Night at McCool's) (2001)
- Blue Jasmine, regia di Woody Allen (2013)
- Entourage, regia di Doug Ellin (2015) - cameo
- Vinyl - serie TV, episodio 1x01 (2016)
- A Star Is Born, regia di Bradley Cooper (2018)
- Il blindato dell'amore (The Pickup), regia di Tim Story (2025)

## Doppiatori italiani
Nelle versioni in italiano delle opere in cui ha recitato, Andrew Dice Clay è stato doppiato da:
- Roberto Draghetti in Blue Jasmine, Dice
- Gianni Williams in Bella in rosa
- Piero Tiberi in A un passo dall'inferno
- Saverio Indrio in Un corpo da reato (Utah)
- Achille D'Aniello in Un corpo da reato (Elmo)
- Stefano De Sando in Entourage
- Gerolamo Alchieri in Vinyl
- Antonio Palumbo in A Star Is Born
- Dario Oppido in Il blindato dell'amore